# المسيجد (العراق)
المُسيجد أو بِركة المُسَيجد هي بركة وموقع أثري عراقي بناحية الشبكة بقضاء النجف بمحافظة النجف كان أحد منازل طريق الحج الكوفي درب زبيدة، في البادية العراقية غرب العراق، سلك الباحث محمد المعلم طريق الحج الكوفي درب زبيدة بالعراق وأحصى فيه 15 محطة في درب زبيدة، منها منطقة مسيجد وهي المحطة الثامنة، وقبلها شمالاً بركة الحمام وبعدها جنوباً بركة الطلحات، ورأى الويس موسيل أن بِركة المسيجد الحالية هي مسجد سعد المذكور قديماً، وأن كلمة مَسجد صُغّرت فصارت مُسيجد، وذكرت الباحثة بربارا فنستر في تقريرها عن المناطق بين الكوفة والعقبة بركة الحمام (حمام سعد) ثم مسيجد ثم الطلحات، وفي سنة 2017 جعلته وزارة الثقافة موقعاً أثرياً.
| الموقع       | البعد كيلومتراً |
| بركة الحمام  | 99             |
| بركة مسيجد   | 111            |
| بركة الطلحات | 124            |